# Ramphotyphlops cumingii
Espèce
Synonymes
- Onychophis cumingii Gray, 1845
- Onychocephalus cumingii (Gray, 1845)
- Typhlops cumingii (Gray, 1845)
- Typhlops longicauda Taylor, 1919
- Typhlops rugosa Taylor, 1919
- Typhlops dendrophis Taylor, 1922
- Typhlops mindanensis Taylor, 1922

Statut de conservation UICN

 DD  : Données insuffisantes
Ramphotyphlops cumingii est une espèce de serpents de la famille des Typhlopidae.

## Répartition
Cette espèce est endémique des Philippines. Elle se rencontre sur les îles de Mindanao, de Polillo, de Negros, de Bohol, de Marinduque et de Panay.

## Étymologie
Cette espèce est nommée en l'honneur de Hugh Cuming.

## Publication originale
- Gray, 1845 : Catalogue of the specimens of lizards in the collection of the British Museum, p. 1-289 (texte intégral).